# São Domingos do Cariri
São Domingos do Cariri é um município brasileiro do estado da Paraíba, localizado na microrregião do Sertão do Cariri (Oriental) Paraibano e na Região Geográfica Imediata de Campina Grande. De acordo com o IBGE (Instituto Brasileiro de Geografia e Estatística), no ano 2006 sua população era estimada em 2 447 habitantes. Área territorial de 222 km².

## Geografia
O município está incluído na área geográfica de abrangência do semiárido brasileiro, definida pelo Ministério da Integração Nacional em 2005.  Esta delimitação tem como critérios o índice pluviométrico, o índice de aridez e o risco de seca.